# Indostomus spinosus
Indostomus spinosus is een straalvinnige vissensoort uit de familie van de stekelbuisbekvissen (Indostomidae). De wetenschappelijke naam van de soort is voor het eerst geldig gepubliceerd in 1999 door Britz & Kottelat.